# Abruzzen-Gämse
Die Abruzzen-Gämse (Rupicapra ornata) ist eine in Mittelitalien lebende Paarhuferart. Sie ist eng mit der in Mitteleuropa vorkommenden (eigentlichen) Gämse verwandt und wurde lange als Unterart der Pyrenäen-Gämse (als Rupicapra pyrenaica ornata) eingestuft. Sie wird heute als eigene Art geführt.

## Merkmale
Abruzzen-Gämsen erreichen eine Kopf-Rumpf-Länge von 70 bis 80 Zentimeter, wozu noch ein kurzer, 4 bis 5 Zentimeter langer Schwanz kommt. Die Schulterhöhe liegt bei rund 80 Zentimetern und das Gewicht variiert zwischen 25 und 30 Kilogramm. Das Fell ist im Sommer kurz und rötlich gefärbt (deutlicher rot als bei der Gämse), das Winterfell ist lang, dicht und dunkelbraun und weist charakteristische weiße Flecken am Nacken, an den Schultern und an den Flanken auf. Beide Geschlechter tragen bis zu 20 Zentimeter lange Hörner, diese ragen zunächst senkrecht nach oben und biegen sich dann hakenförmig nach hinten.

## Verbreitung und Lebensraum
Abruzzen-Gämsen kommen im Apennin in Mittelitalien in 3 voneinander getrennten Subpopulationen vor. Die Population im Abruzzen-Nationalpark ist ihr Hauptrückzugsgebiet.
Ihr Lebensraum sind Wiesen und Felsregionen im Gebirge – Wälder meiden sie weitgehend.

## Lebensweise
Diese Tiere sind geschickte Kletterer, die im Sommer in höher gelegene Regionen hinaufsteigen, im Winter aber tiefere Gebiete aufsuchen. Die Weibchen leben mit den Jungtieren in Gruppen, während die Männchen die meiste Zeit des Jahres einzelgängerisch leben.
Es sind Pflanzenfresser, die sich je nach Jahreszeit von Kräutern, Gräsern, Moosen, Flechten und anderen Pflanzen ernähren.
Nach einer rund 170-tägigen Tragzeit bringt das Weibchen im Frühling meist ein einzelnes Jungtier zur Welt, Zwillinge und Drillinge sind selten.

## Abruzzen-Gämse und Menschen
Die Abruzzen-Gämse galt nach IUCN noch 1990 als gefährdet, sie ist selten und es gab in den letzten Jahrhunderten wahrscheinlich nie besonders viele Tiere dieser Art. In den 1920ern wurden es mehr, weil sie ab dann besseren Schutz genossen. Später, während des Zweiten Weltkriegs, verringerte sich die Populationsgröße wieder bis sogar auf ein paar Dutzend Tiere. 1980 gab es wieder ca. 400 Individuen, bis zum heutigen Tage (2021) konnte man diese Anzahl wieder auf etwa 3600 Individuen erhöhen. Die IUCN listet sie nicht mehr als gefährdet. Mit nur 5 vorhandenen Populationen gibt es jedoch äußerst wenig genetische Vielfalt.
Die Abruzzen-Gämse ist besonders durch die Futter- und Territorialkonkurrenz mit anderen Tieren, besonders mit einheimischen Ziegen, gefährdet. Manchmal kommt es auch zu Wilderei, was die Populationen im Abruzzen-Nationalpark, ihrem Hauptrückzugsgebiet, aber nicht zu groß zu beeinflussen scheint. Darüber hinaus gibt es einige Tiere als genetische Reserve in Zoologischen Gärten, etwa im Tierpark Hellabrunn in München.